# Віроква (Вісконсин)
Віроква (англ. Viroqua) — місто (англ. city) в США, в окрузі Вернон штату Вісконсин. Населення — 4504 особи (2020).

## Географія
Віроква розташована за координатами 43°33′27″ пн. ш. 90°53′12″ зх. д. / 43.55750° пн. ш. 90.88667° зх. д. (43.557533, -90.886725).  За даними Бюро перепису населення США в 2010 році місто мало площу 9,83 км², уся площа — суходіл.

## Демографія
Згідно з переписом 2010 року, у місті мешкали 4362 особи в 2029 домогосподарствах у складі 1059 родин. Густота населення становила 444 особи/км².  Було 2208 помешкань (225/км²).
Расовий склад населення:
| - 97,1 % — білих - 0,6 % — чорних або афроамериканців - 0,6 % — азіатів - 0,3 % — корінних американців - 0,1 % — вихідців з тихоокеанських островів |

До двох чи більше рас належало 1,0 %. Частка іспаномовних становила 1,0 % від усіх жителів.
За віковим діапазоном населення розподілялося таким чином: 21,6 % — особи молодші 18 років, 54,8 % — особи у віці 18—64 років, 23,6 % — особи у віці 65 років та старші. Медіана віку мешканця становила 45,0 року. На 100 осіб жіночої статі у місті припадало 85,5 чоловіків;  на 100 жінок у віці від 18 років та старших — 82,4 чоловіків також старших 18 років.
Середній дохід на одне домашнє господарство  становив 61 097 доларів США (медіана — 37 477), а середній дохід на одну сім'ю — 81 856 доларів (медіана — 55 197). Медіана доходів становила 37 689 доларів для чоловіків та 31 446 доларів для жінок. За межею бідності перебувало 10,4 % осіб, у тому числі 9,8 % дітей у віці до 18 років та 15,4 % осіб у віці 65 років та старших.
Цивільне працевлаштоване населення становило 2051 особа. Основні галузі зайнятості: освіта, охорона здоров'я та соціальна допомога — 28,4 %, виробництво — 15,8 %, роздрібна торгівля — 14,1 %.